# Comuna Perșopokrovka, Nîjni Sirohozî
Perșopokrovka (în ucraineană Першопокровка) este o comună în raionul Nîjni Sirohozî, regiunea Herson, Ucraina, formată din satele Bohdanivka și Perșopokrovka (reședința).

## Demografie
Componența lingvistică a comunei Perșopokrovka
     Ucraineană (89,61%)
     Rusă (8,9%)
     Alte limbi (1,16%)
Conform recensământului din 2001, majoritatea populației comunei Perșopokrovka era vorbitoare de ucraineană (89,61%), existând în minoritate și vorbitori de rusă (8,9%).